# IMBEL IA2突擊步槍
IMBEL IA2是一系列由巴西武器製造商巴西軍用器材工業集團（縮寫：IMBEL）旨在取代巴西武裝部隊目前服役的FN FAL（IMBEL M964 FAL）、M16A2、HK33、SIG SG 550等步槍而研製和生產的突击步枪，發射5.56×45毫米和7.62×51毫米兩種北约口徑步枪子彈。這亦是巴西首枝完全本土生產的突擊步槍。

## 歷史
IMBEL IA2是由巴西軍用器材工業集團的保羅·奧古斯托·卡佩蒂·羅德里格斯·波爾圖中校（Lieutenant Colonel Paulo Augusto Capetti Rodrigues Porto）所研製，以取代FN FAL及其在巴西軍隊中的衍生型。在巴西陸軍意識到IMBEL MD97突擊步槍不能滿足取代FAL的基本要求以後，IMBEL開始了對MD-97項目進行現代化改造，但即使是使用了許多FAL的項目的簡單現代化，仍然無法足以滿足巴西陸軍的需求。

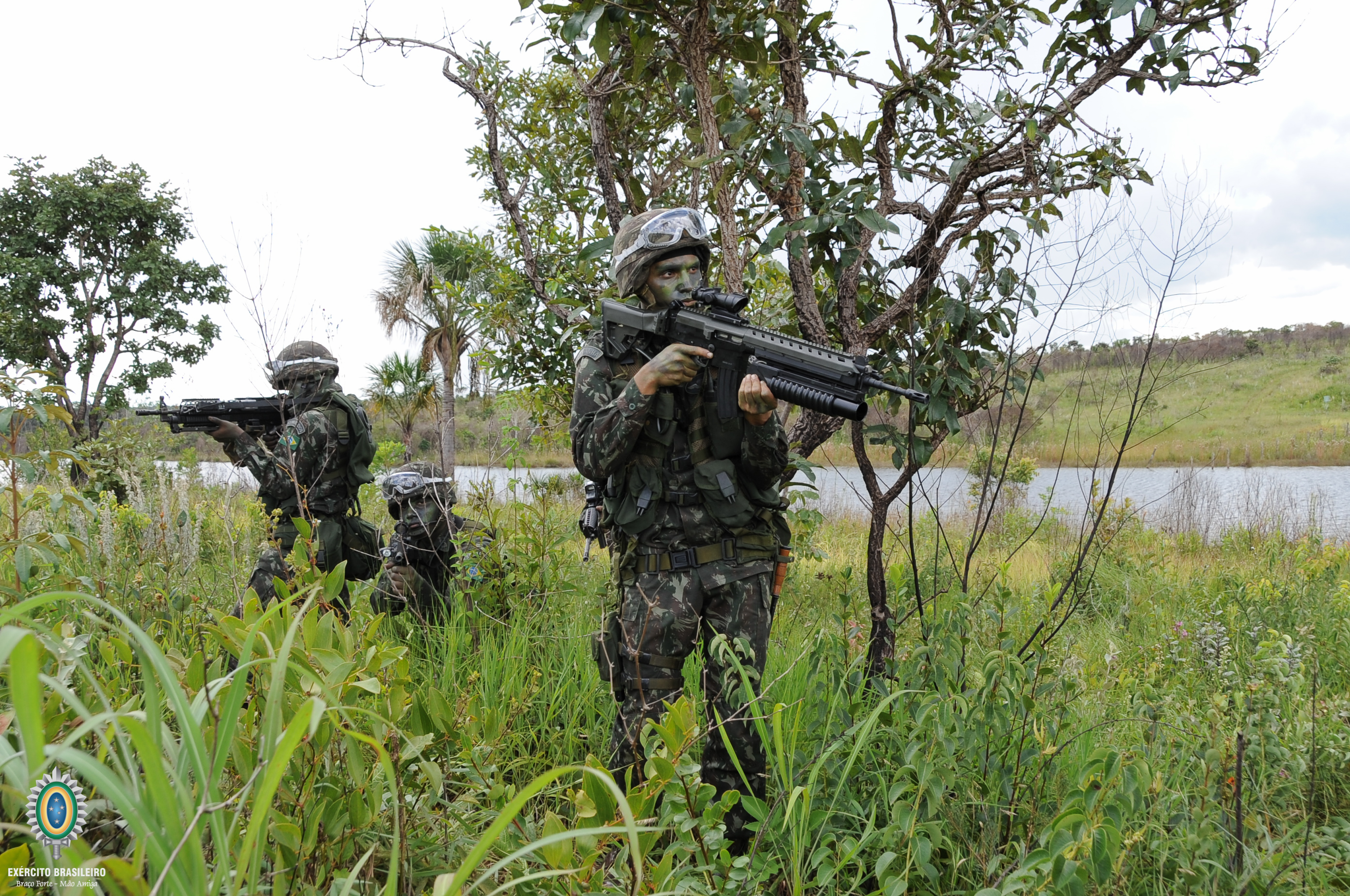
使用IMBEL IA2的特種兵。

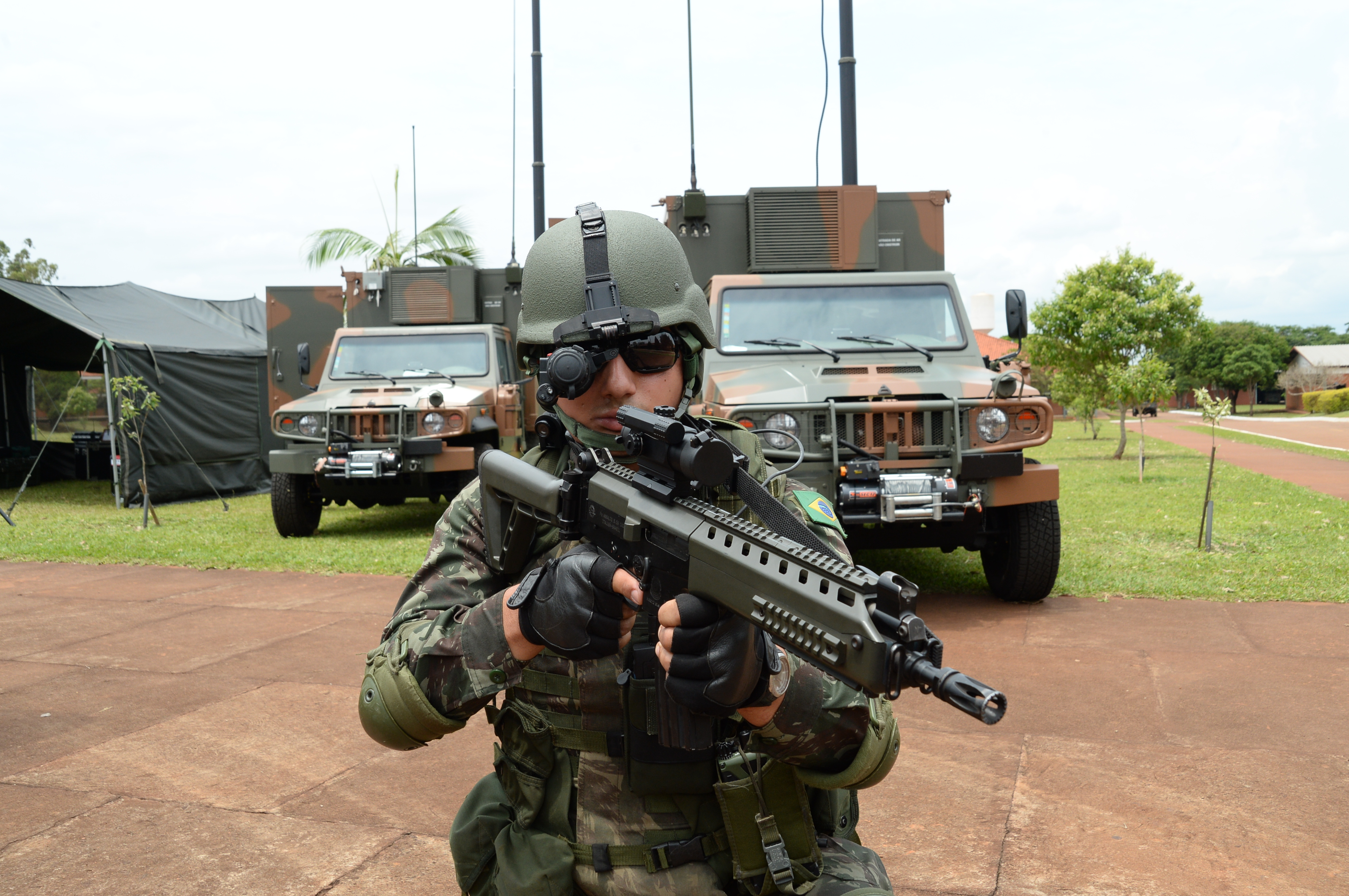
使用IMBEL IA2的邊防旅士兵。

帶著這些失敗的過去，2012年，巴西軍用器材工業集團開始了一個全新的武器項目，最初被命名為“MD-97 Mk.II”；即使它本質上不是MD-97的簡單現代化型號，但在2010年，一枝全新型號的步槍就在里约热内卢馬蘭巴亞測試場上開始由陸軍評估中心（CAEx）進行試驗時於公眾面前亮相。2012年，巴西陸軍委託初步訂購1,500枝IA-2式步槍，分別製成5.56×45毫米北约口徑和7.62×51毫米北约口徑的型號中，分發給陸軍各個部隊以進行測試，比如特種作戰旅、降落傘步兵旅和叢林步兵旅。

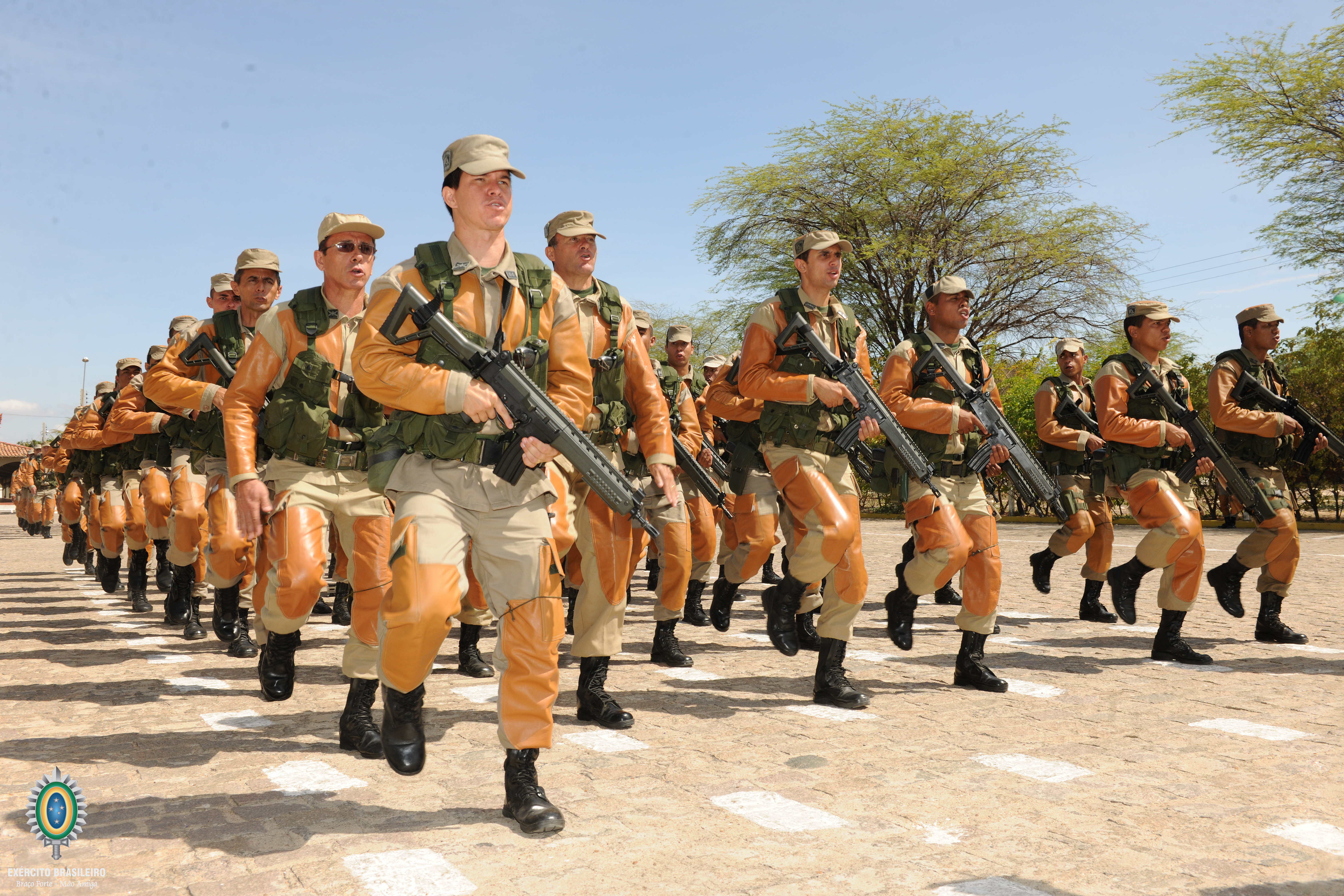
持有IMBEL IA2的卡廷加士兵。

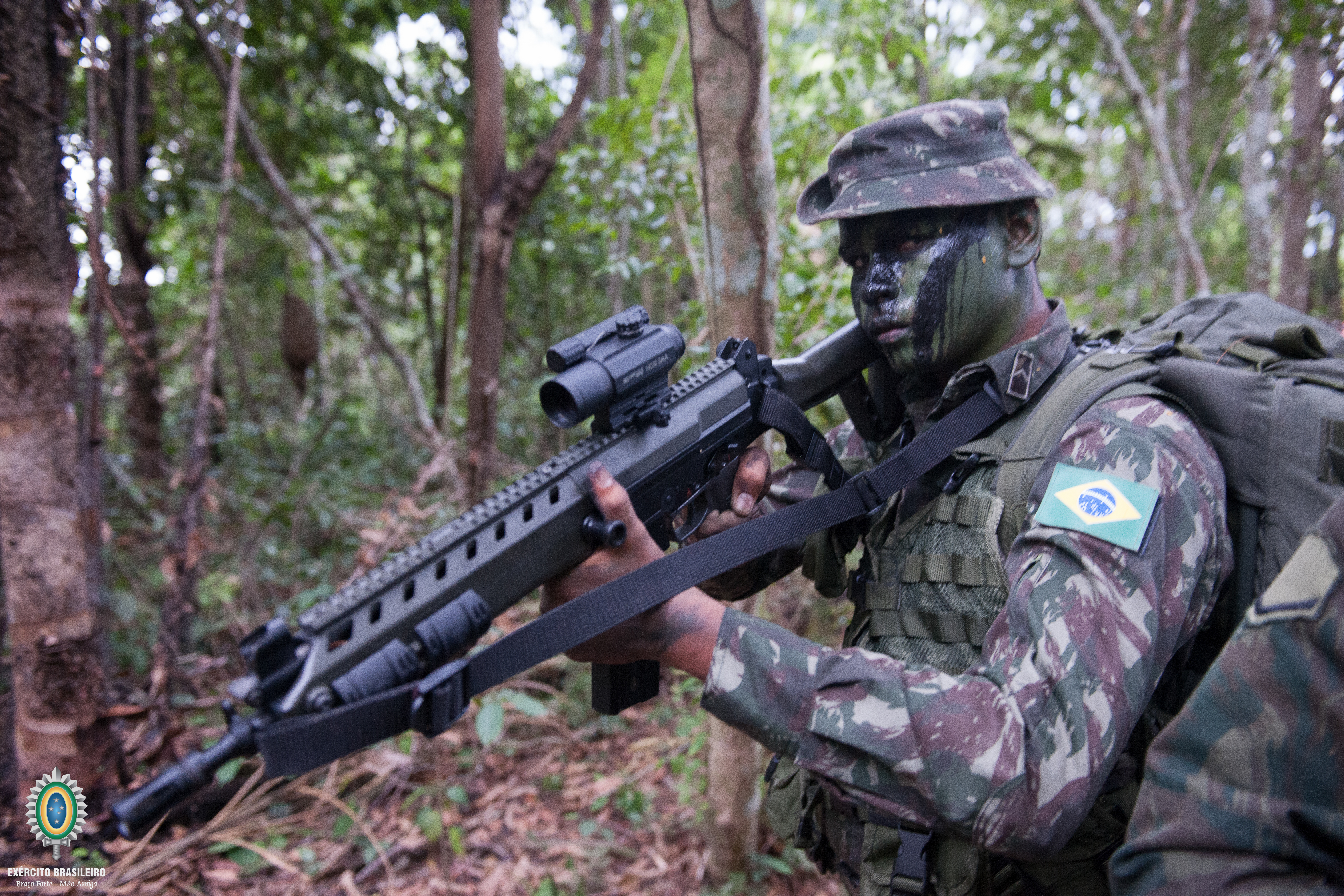
在訓練演習中使用IA2的巴西叢林戰士兵。

最終的成品進行了超過70,000次的射擊、耐久性測試，經受沙粒、灰塵、高溫、低溫以及浸入水中，然後擊發。在叢林環境以下以及浸水後15秒的運行時間的測試中都表現證明了它的可靠性，此外還測試了其在跳傘、卡廷加和特種作戰當中的表現。
從2012年開始，在巴西海軍武器系統委員會（DSAM）和巴西海軍陸戰隊裝備司令部（CMatFN）的協調下，巴西海軍陸戰隊通過海軍陸戰隊特種作戰營、沿河作戰營和海軍陸戰隊第三步兵營對20枝步槍進行作戰評估測試。在操作條件下對步槍的性能進行評估，它已經得到證實，例如它與軍用個人裝備的相容性，以及它抵抗撞擊和與沙子、水或泥土的接觸後的表現。

2013年12月，巴西陸軍下達了20,000枝5.56×45毫米北约口徑步槍的訂單。2016年，陸軍評估中心宣布將測試5枝Fz 7.62型號的原型槍。

## 設計
IA2設有兩種口徑：5.56×45毫米北约口徑和7.62×51毫米北约口徑。應當指出的是，它並不像AK-12、貝瑞塔ARX-160、柯爾特CM901、CZ 805「布倫」、FN SCAR、HK433或雷明登ACR那樣具有模塊化的設計。
7.62×51毫米北约口徑型仍然採用類似於FN FAL的偏移式槍栓操作系統（槍機傾斜式閉鎖），而非5.56×45毫米北约口徑型的7鎖耳轉拴式槍栓操作系統（槍機迴轉式閉鎖）。IA2大量地使用聚合物材料，並且在機匣的左側具有非往復式拉機柄。拉機柄與FN FAL以上的同款，但並非傘兵型FAL以上的折疊型版本。
5.56×45毫米北约口徑型使用與M16系列兼容的STANAG彈匣，而7.62×51毫米北约口徑型則是公制式FN FAL的彈匣。彈匣釋放按鈕設於該武器右側，與FAL一樣，彈匣和扳機護圈之間裝有那塊彈匣釋放撥片。IA2的導氣系統為可手動調節。
IA2採用了與傘兵型FAL相同的瞄準具，即可翻轉的兩段位置瞄準具，位置分別為150米和250米，可在水平面上手動調節而無需使用螺絲刀或其他工具。瞄準具亦與FAL相同，高度可調。IA2的氣動系統可作手動調整。透過將導氣孔扭轉至拆卸位置，可以輕鬆地將氣動活塞拆下進行維護，而且該步槍配備了清潔套件。該步槍亦具備無彈後定，當彈匣裡的最後一發子彈射出時，槍栓會處於開放狀態。
護手內部裝有一塊導熱鋁板，可以連續射擊200發而不會過熱，而FAL則是不超過60發。護手設計得與步槍緊密貼合，而FAL由於使用年限較長，護手本身已磨損、鬆動，產生噪音。由於整合了MIL-STD-1913戰術導軌，IA2可以裝上各種設備和附件，比如光学瞄準镜、紅點鏡、全息瞄準鏡、棱鏡式瞄準鏡、戰術燈、M203榴彈發射器、雷射瞄準器等。 槍口配有北約標準的消焰器，可用以發射22毫米槍榴彈。該槍亦可以配備由IMBEL生產的IA2或AMZ刺刀。
相對於先前的MD-97，該步槍的人體工學得到了改進，尺寸減小，握把得到改善，打破了MD-97和FAL之間的主要相似之處之一。聚合物製握把比以前的武器更為符合人體工學，可以讓手在站立、跪下和躺臥姿勢下更為舒適地定位；此外，在槍身中還內建了聚合物製扳機護環，避免了先前型號以上與金屬表面接觸時，尤其是在作粗暴操作，以及在寒冷環境中操作時會導致對使用者造成一定傷害的問題。
最初，IA2 5.56衍生型設計了一款伸縮式聚合物槍托，其設計非常現代感，與FN SCAR突擊步槍以上的非常相似；而IA2 7.62衍生型則是設計了一款折疊聚合物槍托，與M964A1傘兵型FAL非常相似，可具有現代化的設計。隨著時間的推移，IA2 5.56的槍托被廢棄，取而代之的是IA2 7.62衍生型的槍托，因為它更便宜且更容易製造。其槍托底板具有高強度橡膠，可減輕步槍後座力的影響。槍託以上的聚合物塗層可防止臉部皮膚與金屬表面接觸，使得其在極端溫度下的操作中很有用。該槍托無需按任何按鈕即可折疊；相對的，為了將其穩固地保持在折疊位置，有一個鎖定系統將槍托頂部與彈殼導流板連接起來。
與FAL不同的是，IA2的射擊沒有上揚的趨勢，而且該步槍在城市和近距離環境下的表現更佳；其尺寸比之前的步槍小了約30厘米，重量也輕便了約2公斤。
該槍的快慢機具有3個位置：保險（S）、半自動射擊（SA）和全自動射擊（A）。

## 衍生型
- IMBEL IA2 5.56毫米突擊步槍型：17.7英吋[9]
- IMBEL IA2 5.56毫米卡賓槍型：14.5英吋
- IMBEL IA2 5.56毫米近身作戰型：10.3英吋
- IMBEL IA2 7.62毫米戰鬥步槍／卡賓槍型[9][10]
- IMBEL IA2 7.62毫米狙擊型：20英吋

## 使用國
- 巴西：2012年起，IA2及其衍生型發配給一部份安全部隊（軍警（英语：Military Police (Brazil)）、民警（英语：Civil Police (Brazil)）和聯邦警察）和武裝部隊（陸軍（英语：Brazilian Army）、海軍和空軍）。

- 巴西陸軍（英语：Brazilian Army）：2013年10月，巴西陸軍正式採用IA2。[1]
- 國家公安部隊（英语：National Public Security Force）：購入了數量不明的IA2 5.56毫米卡賓槍型。
- 聖保羅州軍警（英语：Military Police of São Paulo State）：購入了500枝IA2 5.56毫米突擊步槍型。[11]
- 聖埃斯皮里圖州軍警（英语：Military Police of Espírito Santo State）：購入了數量不明的IA2 5.56毫米卡賓槍型。
- 帕拉伊巴州軍警：購入了數量不明的IA2 5.56毫米卡賓槍型。

## 流行文化

### 電影
- 2010年—：型號為IMBEL IA2 5.56毫米近身作戰型，由羅伯特·納西門托上校（Wagner Moura，瓦格納·馬拉飾演）用在電影的最後被伏擊的槍戰場景當中。

### 電子遊戲
- 2012年—：追加下载内容「人質談判」中新增，型號為IA2 7.62毫米狙擊型，裝上瞄準鏡，可由马克思·佩恩所使用。
- 2012年—《战争前线》：型号为IA2 5.56毫米卡宾枪型，命名为“IMBEL IA2”，下机匣、弹匣与机械瞄具为卡其色涂装，載彈量30发。为步枪手专用武器，在商城内以K点贩卖，并可以改装枪口配件（通用消音器、突击消音器、突击制退器、突击刺刀）、战术导轨配件（通用握把、突击握把、突击握把架、枪挂型榴弹发射器）以及瞄准镜（EoTech 553全息瞄准镜、绿点全息瞄准镜、ELCAN SpecterDS瞄准镜、红点瞄准镜、步枪高级瞄准镜、Trijicon ACOG瞄准镜）。
- 2013年—：型號為IA2 7.62毫米狙擊型，命名為「IA-2」，黑色槍身，載彈量10發（戰役模式）、18發（聯機模式，可使用改裝：延長彈匣增至27發）和21發（滅絕模式，可使用改裝：延長彈匣增至31發），初始攜彈量為10+110發（戰役模式）、18+36發（聯機模式）和21+63發（滅絕模式），最高攜彈量為120發（戰役模式）、108發（聯機模式）和168發（滅絕模式）。戰役模式之中由美國精銳部隊「魅影」（Ghosts）所使用；聯機模式時可以使用機械瞄具、紅點鏡、ACOG光學瞄準鏡、全息瞄準鏡、熱能探測混合式瞄準鏡、追踪器瞄準鏡、消焰器、消音器、制退器、ARK（滅絕模式）、延長彈匣、穿甲彈、點放模式（三發點放）；滅絕模式時以2,000點取得。
- 2019年—：型號為IA2 5.56毫米原型和5.56毫米卡宾枪型，分別命名為「A2」和「A2 Shorty」，可由玩家扮演的菁英魅影小隊成員所使用。

## 資料來源
1. 1 2 3  . World.guns.ru.   [2015-11-13]. （原始内容存档于2015-11-10）.
2. ↑  "Patente BR 10 2013 013820 7 A2" （页面存档备份，存于）. Pedido de Patente de Fuzil de Assalto Aperfeiçoado. INPI. 2013-06-05. Retrieved 2016-08-21.
3. ↑  "Processo de produção do fuzil IA2 da IMBEL" （页面存档备份，存于）. Tecnodefesa. 26 January 2016. Retrieved 11 May 2016.
4. ↑  Machado, Miguel (19 November 2011). "OS PROGRAMAS DE MODERNIZAÇÃO DO EXÉRCITO BRASILEIRO" （页面存档备份，存于）. Operacional.pt. Retrieved 11 May 2016.
5. ↑  Poggio, Guilherme (2012-09-13). "Curso de instrução sobre Fuzil 5,56m IA2 no CTecCFN" （页面存档备份，存于）. Forças Terrestres - ForTe. Retrieved 2016-09-11.
6. 1 2  . 19 February 2014  [2025-01-05]. （原始内容存档于2024-12-21）.
7. ↑  ,   [2023-07-20], （原始内容存档于2023-07-20） （英语）
8. 1 2 3 4 5  . 2023-07-20  [2023-07-20].
9. 1 2  Cinquini. . ForTe.   [2015-11-13]. （原始内容存档于2015-11-17） （葡萄牙语）.
10. ↑  .   [2017-12-28]. （原始内容存档于2017-12-22）.
11. ↑  Do G1 Sul de Minas. . G1.globo.com.   [2015-11-13]. （原始内容存档于2015-11-17） （葡萄牙语）.

## 外部連結
- . JCNET. 2015-06-19  [2015-11-13]. （原始内容存档于2015-11-17） （葡萄牙语）.
- Tahiane Stochero Do G1, em São Paulo. . G1.globo.com. 2014-10-31  [2015-11-13]. （原始内容存档于2015-11-17） （葡萄牙语）.
- （简体中文）—D Boy Gun World（槍炮世界）—IMBEL IA-2突击步枪（页面存档备份，存于）